# Escut de Campllong
L'escut oficial de Campllong té el següent blasonament:
Escut caironat: de gules, una rosa d'argent botonada i barbada d'or. Per timbre, una corona mural de poble.

## Història
Va ser aprovat el 4 de juliol de 2001 i publicat al DOGC el 30 del mateix mes amb el número 3341.
La flor, una rosa heràldica, és un element parlant que fa al·lusió al camp, la primera part del nom del poble, Campllong, o "camp llarg".